# Dekanat Sonthofen

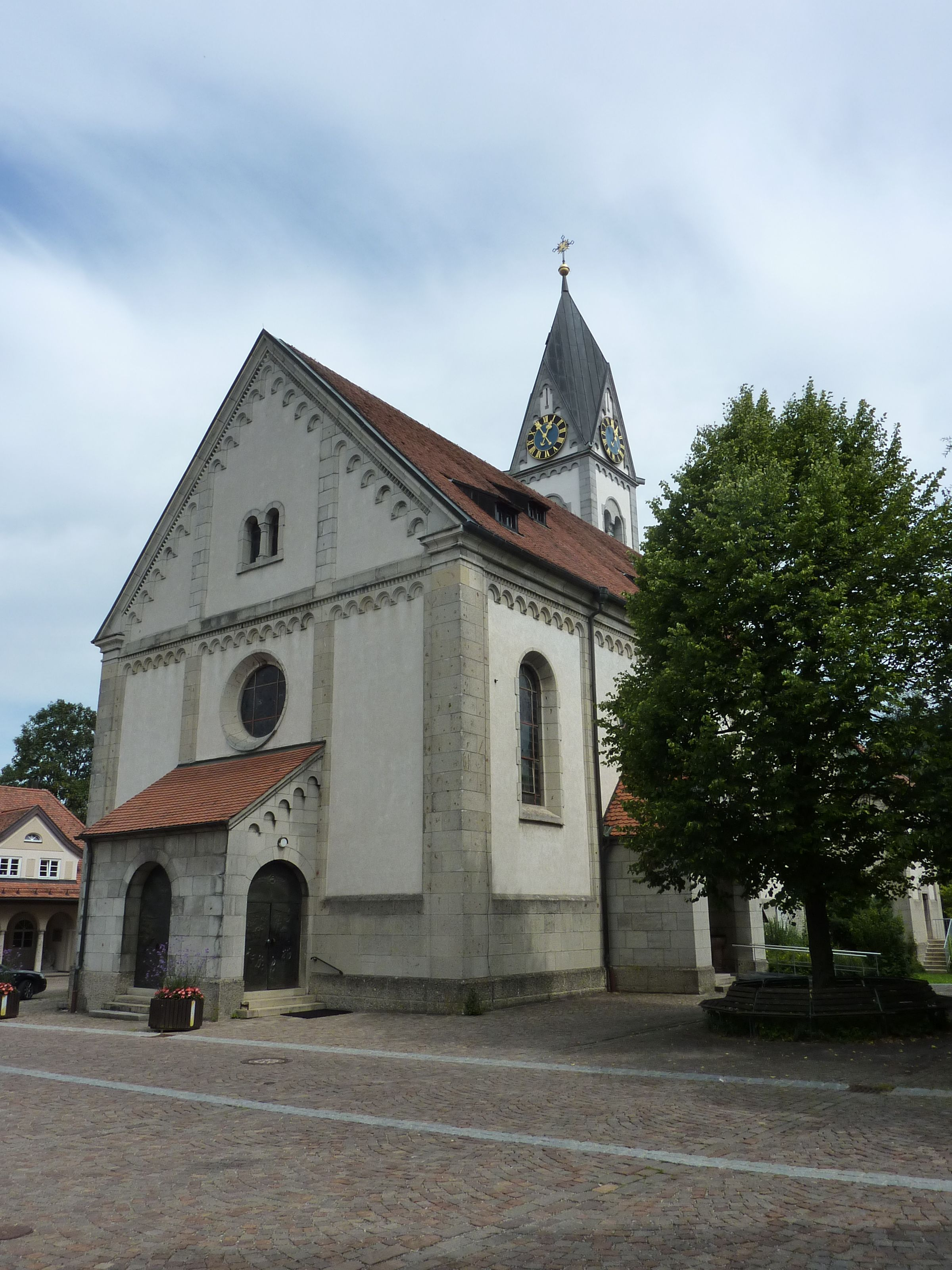
Pfarrkirche St. Martin Blaichach

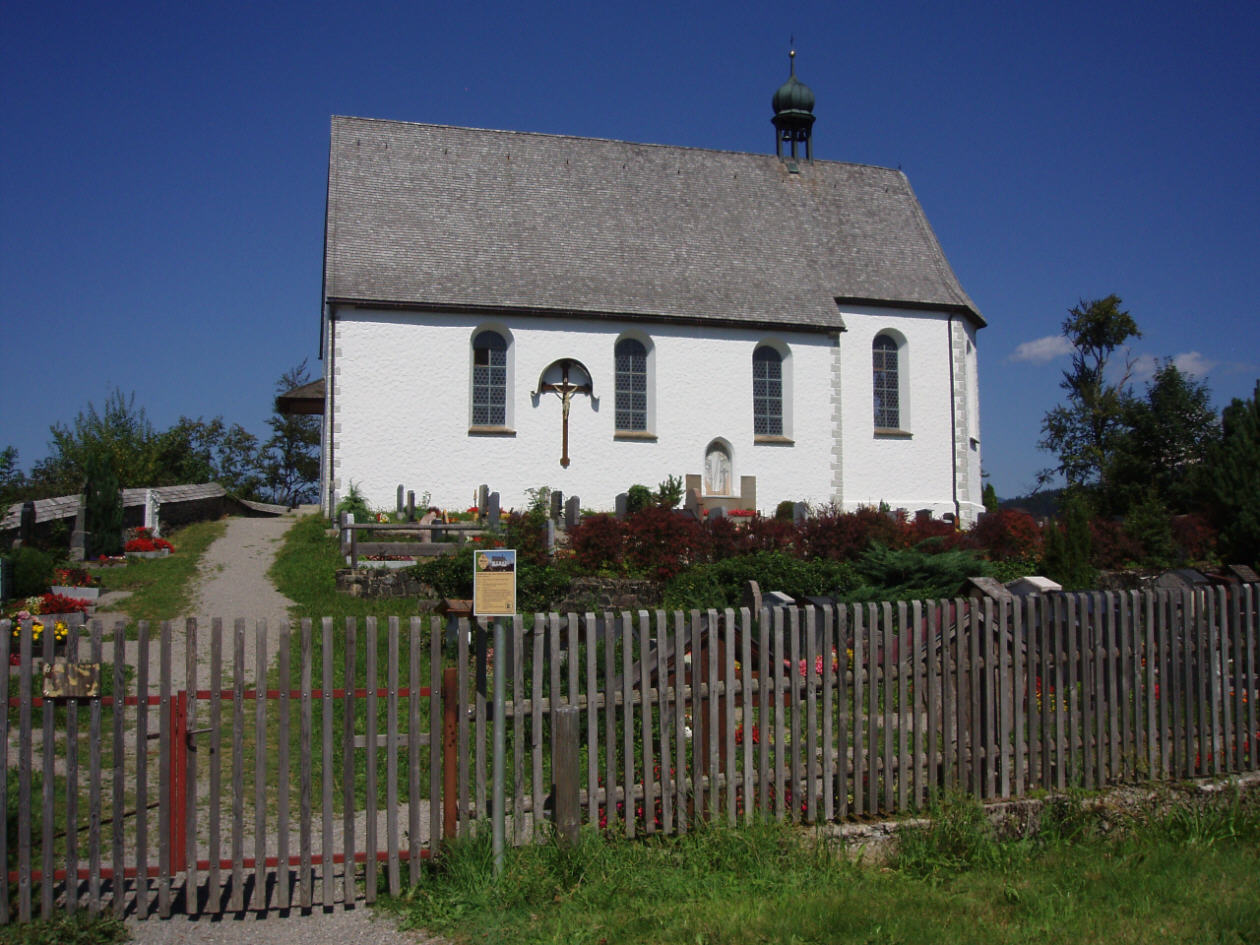
Burgkirche St. Michael Schöllang

Das Dekanat Sonthofen ist eines von 23 Dekanaten des römisch-katholischen Bistums Augsburg. Sitz ist Oberstaufen.
Das Dekanat entstand im Zuge der Bistumsreform vom 1. Dezember 2012.

## Gliederung
- Bad Hindelang

Bad Hindelang „St. Johannes d. Täufer“,
Hinterstein „St. Antonius“,
Oberjoch „Heilig Geist“,
Unterjoch „Hlgst. Dreifaltigkeit“;
- Hörnerdörfer

Ofterschwang „St. Alexander“,
Seifriedsberg „St. Georg u. Mauritius“,
Balderschwang „St. Anton“,
Fischen „St. Verena“, Frauenkapelle
Obermaiselstein „St. Ulrich u. Katharina“;
- Grünten

Blaichach „St. Martin“,
Burgberg „St. Ulrich“,
Rettenberg „St. Stephan“,
Untermaiselstein „St. Ursula“,
Rottach „St. Antonius Einsiedler“,
Vorderburg „St. Blasius“;
- Immenstadt

Bühl am Alpsee „St. Stephan“,
Immenstadt „St. Nikolaus“,
Immenstadt  „St. Josef“,
Rauhenzell „St. Otmar“;
- Stein

Akams „St. Otmar“,
Diepolz „St. Blasius“,
Eckarts „St. Peter u. Paul“,
Knottenried „St. Oswald“,
Missen „St. Martin“,
Stein „St. Mauritius“;
- Oberstaufen

Aach „Maria Schnee“,
Oberstaufen „St. Peter u. Paul“,
Steibis „Verklärung Christi“,
Thalkirchdorf „St. Johannes Baptist“;
- Oberstdorf

Oberstdorf „St. Johannes Baptist“,
Schöllang „St. Michael“,
Tiefenbach „St. Barbara“;
- Sonthofen

Sonthofen-Altstädten „St. Peter u. Paul“,
Sonthofen „St. Michael“.
Sonthofen-Rieden „St. Christoph“,
Sonthofen „Maria Heimsuchung“